# Зенкуль
Зенкуль — деревня в Нижнеомском районе Омской области. Входит в состав Смирновского сельского поселения.

## История
Основана в 1912 г. В 1928 г. состояла из 142 хозяйств, основное население — русские. Центр Зенкульского сельсовета Иконниковского района Омского округа Сибирского края.

## Население
| 2010 |
| ---- |
| 109  |